# Jenny Kastein
Jenny Kastein   (Amsterdam, 24 de gener de 1913 - Zwolle, 20 d'octubre de 2000) va ser una nedadora neerlandesa que va competir durant la dècada de 1930.
El 1931 guanyà la medalla de plata en la cursa dels 200 metres braça del Campionat d'Europa de natació de París, en quedar rere Cecelia Wolstenholme. L'any següent va establir quatre rècords del món en els 400 i 500 metres braça (proves no oficials), però no va disputar els Jocs de Los Angeles per culpa dels problemes econòmics derivats de la Gran Depressió.
El 1936 va prendre part en els Jocs Olímpics de Berlín, on fou setena en la competició dels 200 metres braça del programa de natació.